# Waldeck (Saskatchewan)
Waldeck es un pueblo canadiense situado en la provincia de Saskatchewan.

## Superficie
Waldeck tiene una superficie de 1,99 km².

## Demografía
En 2021, tenía 294 habitantes, una densidad poblacional de 147,5 hab./km², y 119 viviendas.